# Digitaria junghuhniana
Digitaria junghuhniana är en gräsart som först beskrevs av Ernst Gottlieb von Steudel, och fick sitt nu gällande namn av Johannes Jan Theodoor Henrard. Digitaria junghuhniana ingår i släktet fingerhirser, och familjen gräs. Inga underarter finns listade i Catalogue of Life.